# درک وایت
درک وایت (انگلیسی: Derek Whyte؛ زادهٔ ۳۱ اوت ۱۹۶۸) یک بازیکن فوتبال اهل اسکاتلند بوده است.
وی سابقه بازی در تیم‌های سلتیک، میدلزبورو و باشگاه فوتبال آبردین و همچنبن ۱۲ بازی ملی برای تیم ملی فوتبال اسکاتلند در کارنامه دارد.